# Lovely to Look At
Lovely to Look At is een Amerikaanse muziekfilm uit 1952 onder regie van Mervyn LeRoy. De film werd destijds in Nederland uitgebracht onder de titel Een avond in Parijs.

## Verhaal
Al, Tony en Jerry zijn drie theaterproducenten uit New York. Op zoek naar financiering komen ze terecht in de Parijse modewereld. De zaken worden gecompliceerd, als Al en Tony verliefd worden op hetzelfde meisje en de vriendin van Al uit de Verenigde Staten komt overgevlogen.

## Rolverdeling
| Acteur          | Personage       |
| --------------- | --------------- |
| Kathryn Grayson | Stephanie       |
| Red Skelton     | Al Marsh        |
| Howard Keel     | Tony Naylor     |
| Marge Champion  | Clarisse        |
| Gower Champion  | Jerry Ralby     |
| Ann Miller      | Bubbles Cassidy |
| Zsa Zsa Gábor   | Zsa Zsa         |
| Kurt Kasznar    | Max Fogelsby    |
| Marcel Dalio    | Pierre          |
| Diane Cassidy   | Diane           |